# Toledo Free Press
El Toledo Free Press fue un periódico semanal que se publicó de 2005 a 2015 en Toledo, Ohio, Estados Unidos.

## Historia
Fue fundada en marzo de 2005 por Thomas Pounds, un veterano administrador de diarios en Toledo y Pittsburgh, Pensilvania. El 10 de marzo de 2010, el periódico agregó una edición de los miércoles llamada Toledo Free Press STAR, que solo estaba disponible en los quioscos del noroeste de Ohio. La segunda edición se centraba «en las artes y los deportes locales con un calendario completo de eventos».
El periódico publicaba una combinación de periodismo de investigación, comentarios y noticias y reportajes locales en formato de tabloide, y se concentraba en cubrir noticias que los otros periódicos de la zona a menudo pasaban por alto.
En mayo de 2010, Toledo Free Press comenzó a ofrecer versiones digitales «e-PRESS» de ambas ediciones de su periódico a través de Issuu. Se han subido más de 575 ediciones, con un total de más de 800 000 impresiones.
En diciembre de 2006, el periódico anunció que cambiaría su día de distribución del miércoles al domingo. De su circulación inicial de 30 000, el periódico creció a una circulación de más de 100 000 en su apogeo y disminuyó a una circulación en 2014 de 72 000, con 57 000 entregas gratuitas a domicilio.

## Cierre

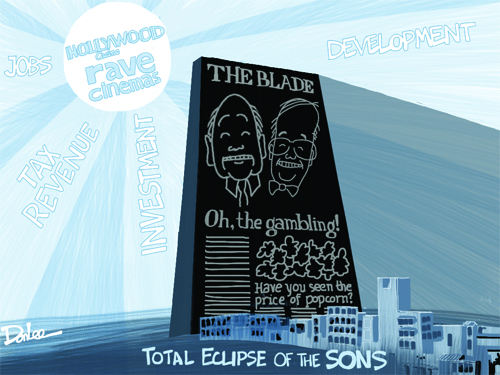
La caricatura editorial que motivó la demanda.

El 27 de abril de 2015, el periódico anunció su cierre, citando problemas legales y precios publicitarios. Los problemas legales incluyeron una demanda en 2011 de The Blade contra el editor de Toledo Free Press, Thomas F. Pounds, citando incumplimiento de contrato por parte de Pounds en su «acuerdo de separación» con The Blade (su antiguo empleador). La cadena de mejoras para el hogar Menard Inc. presentó una demanda en el Tribunal de Causas Comunes del Condado de Lucas en abril de 2015, acusando al semanario de no informar a la empresa sobre la disminución de la circulación o de no ajustar su facturación por servicios publicitarios. La denuncia alega que Free Press «tenía la intención de engañar» a Menard porque «se le pagó por la cantidad de anuncios impresos que circuló».
El periódico continuó publicando en su sitio web y en su página de Facebook, hasta el 14 de mayo de 2015.